# Domnișoara din strada Neptun
Domnișoara din strada Neptun este un roman scris de Felix Aderca în 1921. A fost republicat în 1967 de Editura pentru Literatură, în 1982 la Editura Minerva într-un volum antologic împreună cu Orașele scufundate și o prefață de Henri Zalis.